# Tillandsia ponderosa
Tillandsia ponderosa là một loài thuộc chi Tillandsia. Đây là loài bản địa của México.